# Burton in Lonsdale
Burton in Lonsdale is een civil parish in het bestuurlijke gebied Craven, in het Engelse graafschap North Yorkshire.